# The Deep End of the Ocean
 The Deep End of the Ocean és una pel·lícula estatunidenca dirigida per Ulu Grosbard estrenada el 1999, i protagonitzada per Michelle Pfeiffer, Treat Williams, Whoopi Goldberg, Jonathan Jackson i Ryan Merriman. És una adaptació d'una novel·la del mateix nom de Jacquelyn Mitchard, un bestseller que va ser la primera novel·la seleccionada per Oprah Winfrey al Oprah Book Club el 1996.

## Argument
Una parella Beth Cappadora (Michelle Pfeiffer) i el seu marit Pat (Treat Williams) porta un vida feliç amb els seus tres fills. Un dia, el seu fill de 3 anys desapareix en la multitud. La subsegüent recerca frenètica és infructuosa, i per Beth té un atac de nervis. Incapaç d'afrontar la situació, Beth involuntàriament negligeix els seus altres fills, Vincent (Jonathan Jackson) i Kerry (Alexa Vega). Després de nou anys, la família sembla que accepta que Ben se n'ha anat per sempre, quan un noi (Ryan Merriman) es presenta com Sam i s'ofereix a tallar la seva gespa. Beth es convenç que Sam és de fet el seu fill, i comença una investigació que culmina en la descoberta que Ben va ser segrestat per una dona mentalment inestable, companya de classe d'institut de Beth. Aquesta dona va educar Ben com el seu propi fill, fins que es va suïcidar. L'intent de reintegració de Ben a la família Cappadora produeix resultats dolorosos per tothom implicat. Finalment la família decideix que el que és millor per a Ben tornar amb el seu pare adoptiu, però una nit Vincent el troba jugant a bàsquet fora. Ben revela que recordava alguna cosa d'abans del seu segrest, jugant amb Vincent, fent que se senti segur. Vincent, que té un sentiment de culpabilitat per deixar Ben a la reunió és perdonat per Ben, que decideix tornar a viure amb la seva família real, però primer juga un partit de bàsquet amb el seu germà que els seus pares secretament mirin des de la seva finestra de dormitori.

## Repartiment
- Michelle Pfeiffer: Beth Cappadora
- Treat Williams: Pat Cappadora
- Whoopi Goldberg: Candy Bliss
- Jonathan Jackson: Vincent Cappadora - Edat 16
- Cory Buck: Vincent Cappadora - Edat 7
- Alexa Vega: Kerry Cappadora
- Michael McGrady: Jimmy Daugherty
- Brenda Strong: Ellen
- Michael Mcelroy: Ben Cappadora - Edat 3
- Tony Musante: Avi Angelo